# 아바 (나이지리아)

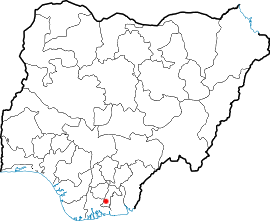
아바의 위치

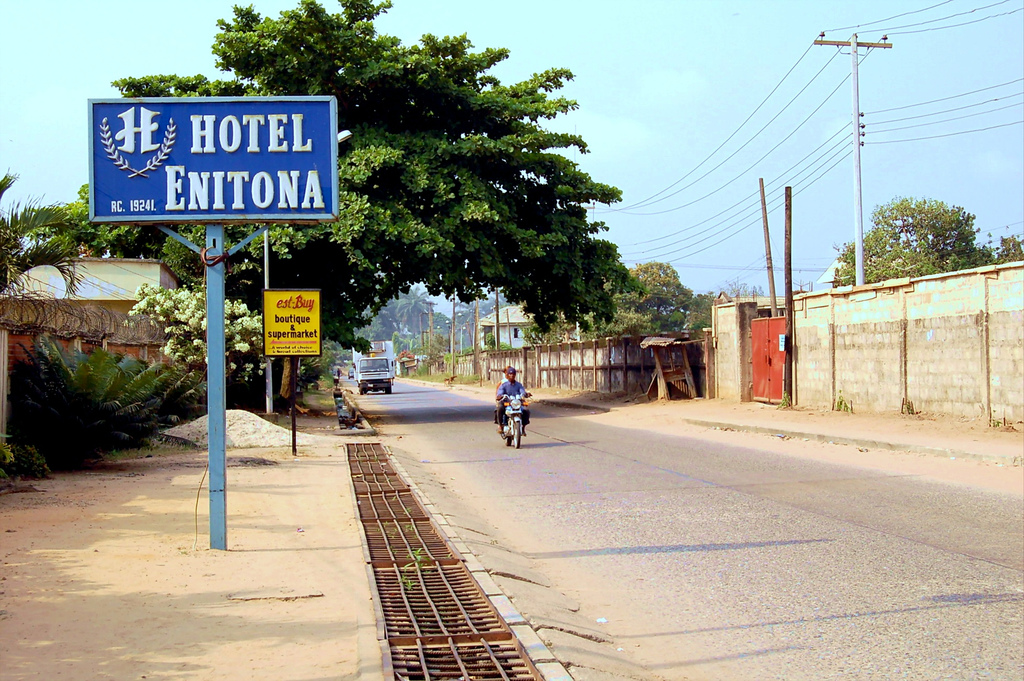
아바 일대 전경.

아바(Aba)는 나이지리아의 아비아주에 위치한 도시이며, 인구수는 2006년을 기준으로 931,872명의 주민이 거주하고 있다. 위치는 포트하커트 북동부 약 60여km 떨어진 지점의 아바강의 서안에 있다.